# Kleingebiet Vásárosnamény
Das Kleingebiet Vásárosnamény (ungarisch Vásárosnaményi kistérség) war bis Ende 2012 eine ungarische Verwaltungseinheit (LAU 1) im Nordosten des Komitat Szabolcs-Szatmár-Bereg in der Nördlichen Großen Tiefebene. Anfang Januar 2013 gingen im Zuge der Verwaltungsreform 26 der 27 Ortschaften in den Kreis Vásárosnamény (ungarisch Vásárosnaményi járás) über, die Ortschaft Tivadar wechselte zum Kreis Fehérgyarmat. Gleichzeitig wurde der Kreis Vásárosnamény um zwei Ortschaften aus dem Kleingebiet Baktalórántháza erweitert.
Ende 2012 lebten auf einer Fläche von 567,25 km² 30.516 Einwohner. Die Bevölkerungsdichte war mit 54 Einwohnern/km² halb so hoch wie die des gesamten Komitats.
Der Verwaltungssitz befand sich in der einzigen Stadt Vásárosnamény (8.831 Ew.). Zweitgrößte Ortschaft war die Großgemeinde (ungarisch nagyközség) Tarpa mit 2.164 Einwohnern.

## Ortschaften
| Aranyosapáti | Barabás        | Beregdaróc  | Beregsurány | Csaroda      |
| Gelénes      | Gemzse         | Gulács      | Gyüre       | Hetefejércse |
| Ilk          | Jánd           | Kisvarsány  | Lónya       | Márokpapi    |
| Mátyus       | Nagyvarsány    | Olcsva      | Tákos       | Tarpa        |
| Tiszaadony   | Tiszakerecseny | Tiszaszalka | Tiszavid    | Tivadar      |
| Vámosatya    | Vásárosnamény  |             |             |              |